# Поскрёбышев, Александр Степанович
Александр Степанович Поскрёбышев (бел. Аляксандр Сцяпанавіч Паскробышаў; 1935—2007) — белорусский прозаик, поэт, детский писатель.

## Биография
Белорусский писатель, автор нескольких книг для детей. Медик по образованию. Родился в России, в деревне Антипинцы Кировского края, сейчас Унинский район Кировской области, в детском возрасте переехал в Белоруссию. В 16 лет лишился зрения, однако смог стать медицинским работником. Жил в к.п. Нарочь, работал массажистом в санатории «Нарочь». Умер в 2007 году. Похоронен на кладбище в д. Нарочь.
В начале творческого пути получил поддержку от белорусского поэта и писателя Сергея Граховского.
Первый рассказ «Воробьи» был напечатан в журнале «Вясёлка». Первая книга «Страшны гусак» вышла в 1969 году.

## Интересные факты
Некоторые произведения и книги писателя перевёл и отредактировал Владимир Короткевич.
Произведения про Миколку входят в список книг по внеклассному чтению для учеников младших классов.

### Книги на русском языке
- Поскребышев, А. С. Миколка играет на жалейке : Рассказы : Для дошк.возраста / А. С. Поскребышев; пер. с бел. В. Приходько; худ. В. Винокур. — М. : Детская литература, 1986. — 48 с. : ил. — (150 000 экз.)
- Поскребышев, А. С. Белый парусник : Для дошк. возраста / А. С. Поскребышев; переск. с бел. И. Медведевой; рис. К. Ли. — М. : Малыш, 1991. — 17 с. : ил. — ISBN 5-213-00670-1. — (150 000 экз.)
- Поскребышев, А. С. Аист полетел : Рассказы / А. С. Поскребышев. — М. : изд-во МГАП "Мир книги", 1994. — 36 с. : ил. — ISBN 5-7043-0670-5. — (3 000 экз.)
- Поскребышев, А. С. Домик под ольхой : Рассказы для детей / А. С. Поскребышев. — М. : Глобус, 1997. — 52 с. : портр. — ISBN 5-89021-001-7. — (1 000 экз.)
- Поскребышев, А. С. Чапа : Рассказы : Для мл. шк. возраста / А. С. Поскребышев; худ. С. Л. Зверюга. — Минск : Юнацтва, 2001. — 61 с. : ил. — ISBN 985-05-0411-0. — (3 000 экз.)
- Поскребышев, А. С. Прощай, белая птица : Рассказы для детей / А. С. Поскребышев. — Минск : В. Хурсик, 2007. — 42 с. : ил. — ISBN 978-985-6718-80-2. — (1 000 экз.)

### Книги на белорусском языке
- Паскробышаў, А. С. Страшны гусак : Апавяданні : Для дашк.узросту / А. С. Паскробышаў; мал. В. Кандара . — Мінск : Беларусь, 1969. — (50 000 экз.)
- Паскробышаў, А. С. Гронка рабіны : Апавяданні / А. С. Паскробышаў; мал. І. Волкавай. — Мінск : Мастацкая літаратура, 1973. — (50 000 экз.)
- Паскробышаў, А. С. Жывы пярсцёнак : Апавяданні: Для малод. шк. узросту / А. С. Паскробышаў; маст. Н. Іванова. — Мінск : Мастацкая літаратура, 1976. — (66 000 экз.)
- Паскробышаў, А. С. Міколка-паляўнічы : Апавяданні / А. С. Паскробышаў; маст. Г. Грубіна; на грамадзкіх пачатках адрэгаваў Ул. Караткевіч. — Мінск : Мастацкая літаратура, 1980. — 30 с. : іл. — (80 000 экз.)

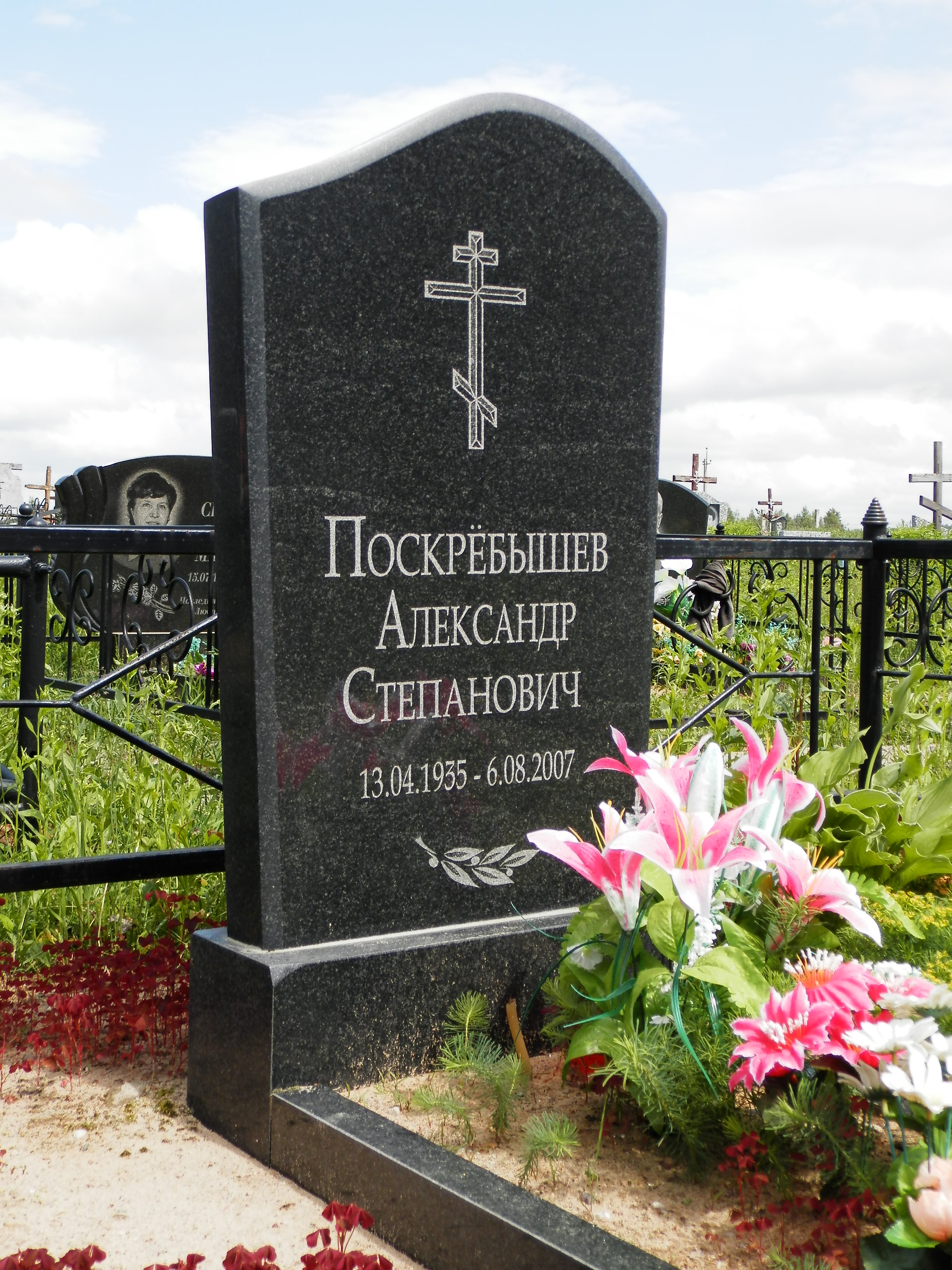
Могила А. С. Поскребышева

- Паскробышаў, А. С. Міколкава камандзіроўка : Апавяданні : Для малод. шк. узросту / А. С. Паскробышаў; маст. Т. А. Мельянец. — Мінск : Юнацтва, 1987. — 32 с. : іл. — (40 000 экз.)

## Произведения в периодических изданиях
- Паскробышаў, А. С. Бывай, белая птушка! : Апавяданне / А. С. Паскробышаў; маст. Л. Мірончык // Бярозка. — 2004. — № 8. — С. 16—17.
- Паскробышаў А. Булка да свята. Марынчына абноўка / А. Паскробышаў // Пралеска. — 2002. — № 5 (48).
- Паскробышаў А. Лебедзь — мілая лябёдка... / А. Паскробышаў // Пралеска. — 1999. — № 5—6 (51).
- Поскребышев А. Подружки. Обычный случай / А. Поскребышев // Пралеска. — 2001. — № 7 (50).
- Паскробышаў, А. С. У лужыну сеў / А. С. Паскробышаў // Ніва. — 2000. — № 24 (2300). — С. 7. Архивная копия от 12 мая 2014 на Wayback Machine